# Wandlitz

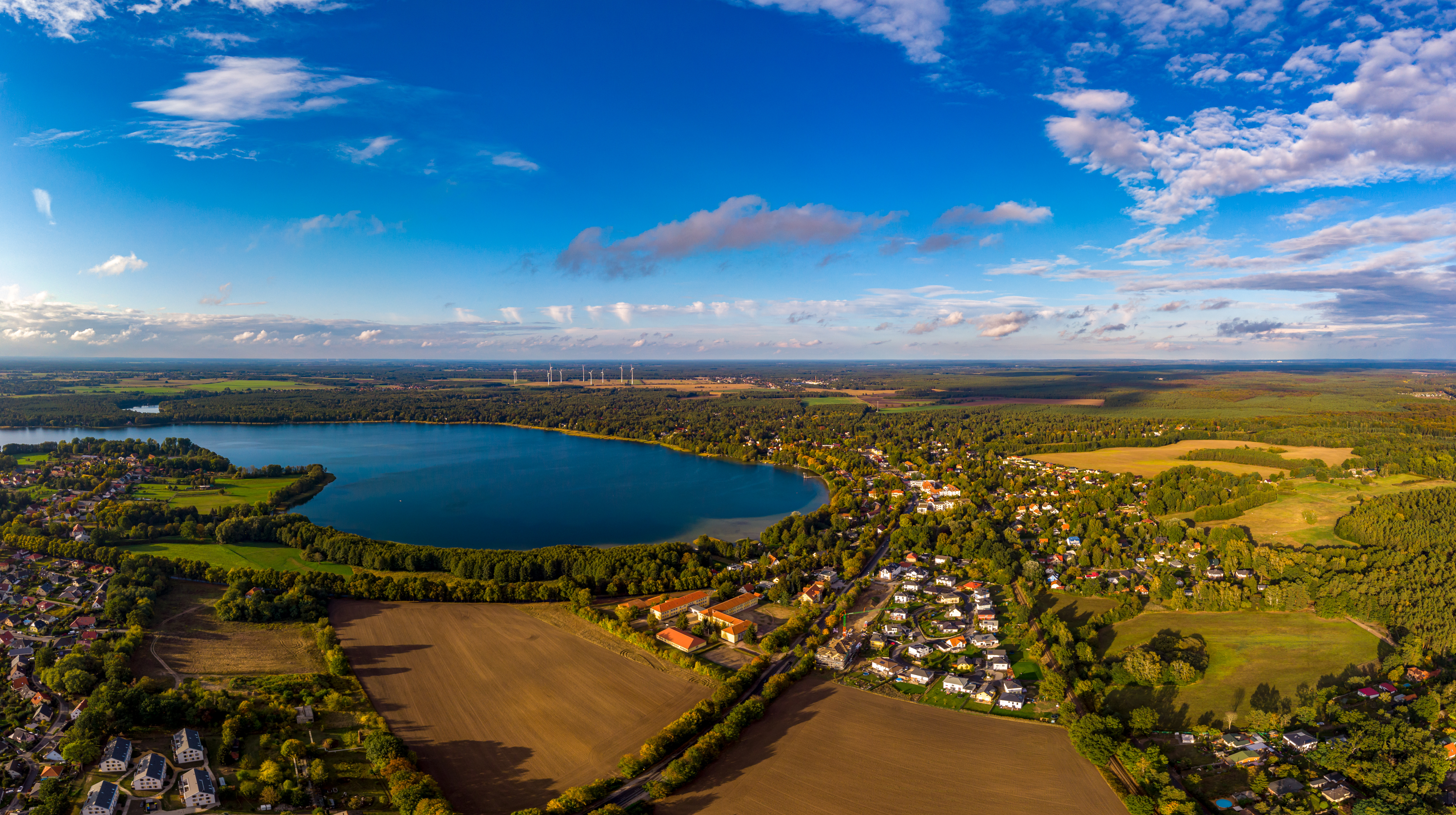
Wandlitz mit Ortsmitte und Wandlitzer See

Wandlitz ist eine amtsfreie Gemeinde im Landkreis Barnim in Brandenburg. Sie entstand am 26. Oktober 2003 durch die brandenburgische Gemeindegebietsreform aus neun ursprünglich selbstständigen Gemeinden. Die namensgebende vorherige Gemeinde Wandlitz ist ein Ortsteil der neuen Gemeinde Wandlitz.

## Gemeindegliederung
Seit der Gemeindegebietsreform 2003 gehören die folgenden ehemals selbstständigen Dörfer und Siedlungen zur neuen Gemeinde Wandlitz:

### Ortsteile
- Basdorf
- Klosterfelde
- Lanke
- Prenden
- Schönerlinde
- Schönwalde
- Stolzenhagen
- Wandlitz
- Zerpenschleuse[4]

### Wohnplätze
Die folgenden Wohnplätze sind Teil der Gemeinde Wandlitz:
- Arendsee
- Bogensee
- Büttners Ausbau
- Dammsmühle
- Annenhof (früher: Emilienhof)
- Gänseluch
- Gorinsee
- Heinrich-Heine-Ring
- Karl-Marx-Siedlung
- Kolonie Rahmer See
- Kolonie West
- Marienwalde
- Neudorf
- Ützdorf
- Waldheim

## Nachbargemeinden
Die Gemeinde Wandlitz hat eine gemeinsame Grenze mit folgenden Kommunen (im Uhrzeigersinn, beginnend im Norden): Schorfheide, Marienwerder, Biesenthal, Bernau, Panketal (alle Landkreis Barnim), Berlin (Bezirk Pankow), Mühlenbecker Land, Oranienburg und Liebenwalde (Landkreis Oberhavel).
Zwischen Wandlitz und Bernau befindet sich die Waldsiedlung, eine ehemals abgeschirmte und bewachte Anlage mit Häusern für Mitglieder des Politbüros der SED. Sie liegt jedoch auf der Gemarkung der Stadt Bernau.

## Geschichte
Das Dorf Wandlitz, als Namensgeber der im Jahr 2003 neu gebildeten Großgemeinde, wurde erstmals im Jahre 1242 im Zusammenhang mit dem Verkauf durch die Markgrafen Johann I. und Otto III. an das Kloster Lehnin urkundlich erwähnt. Bei der Säkularisation kam der Ort 1542 zum neugegründeten kurfürstlich-brandenburgischen Amt Mühlenbeck. Nachdem die Bevölkerung im Dreißigjährigen Krieg arg dezimiert worden war, setzte im 18. und 19. Jahrhundert allmählich wieder ein Wachstum des Ortes ein.
Mit der Einweihung der Eisenbahnlinie Berlin–Groß Schönebeck, der Heidekrautbahn, am 21. Mai 1901 entstand schließlich die entscheidende Voraussetzung für den weiteren wirtschaftlichen Aufschwung. In kurzer Folge wurden zahlreiche Landhäuser und Villen am Wandlitzer See gebaut. 1907/08 entstand die Villenkolonie an den Heiligen Drei Pfühlen im Ergebnis eines Architektenwettbewerbs. Am Südostufer des Rahmersees gründeten in den 1920er Jahren Künstler eine Wohnkolonie. 1923 wurde das Strandbad Wandlitzsee und 1927 das im Stil der Neuen Sachlichkeit von Wilhelm Wagner errichtete Bahnhofsgebäude eröffnet. Das Rathaus der Gemeinde steht im Ortsteil Wandlitz und wurde in den 2010er Jahren baulich erweitert.
Die heutigen Ortsteile der Gemeinde gehörten seit 1817 zum Kreis Niederbarnim in der preußischen Provinz Brandenburg und ab 1952 zum Kreis Bernau im DDR-Bezirk Frankfurt (Oder). Seit 1993 liegen sie im brandenburgischen Landkreis Barnim.
→ Die Geschichte der übrigen Ortsteile der Gemeinde findet sich unter dem Namen des jeweiligen Ortsteils.

## Bevölkerungsentwicklung
- Nach der Großgemeindebildung

| Jahr | Einwohner |
| ---- | --------- |
| 2003 | 19.525    |
| 2005 | 20.463    |
| 2010 | 21.704    |
| 2015 | 22.095    |
| 2020 | 23.485    |

| Jahr | Einwohner |
| ---- | --------- |
| 2021 | 23.657    |
| 2022 | 24.090    |
| 2023 | 24.358    |
| 2024 | 24.503    |

Gebietsstand des jeweiligen Jahres, Einwohnerzahl: Stand 31. Dezember (ab 1991), ab 2011 auf Basis des Zensus 2011, ab 2022 auf Basis des Zensus 2022

## Politik

### Grundsätze
Nach dem Zusammenschluss von neun Gemeinden im Jahr 2003 hat sich die neue Großgemeinde eine Hauptsatzung gegeben, welche im Februar 2025 in leicht geänderter Form neu beschlossen wurde. Darin sind alle Prinzipien wie Verwaltungsaufteilung, Zugehörigkeit der Ortsteile, Bildung, Finanzangelegenheiten incl. Steuererhebungen, Informationspflicht der Verwaltung an die Bürger und Beteiligung der Einwohner an gemeindlichen Aufgaben geregelt. Regelmäßig wird die Satzung den neuen Gegebenheiten und geänderten Vorgaben der Landesregierung angepasst. Die Beschlüsse vom Februar 2021 enthalten die Bildung eines Jugendparlaments und die regelmäßige Befragung von Einwohnern.
Zur konkreten Unterstützung der Politiker in ihrer Arbeit vor Ort können die Gemeindevertreter Arbeitsgruppen bilden (beispielsweise im Juni 2018 ins Leben gerufen: Arbeitsgruppe ÖPNV) oder einzelne sachkundige Einwohner in die vorhandenen Ausschüsse (wie Ordnung, Sicherheit und Umwelt bzw. Bildung, Jugend, Kitas und Sport) berufen.
Wie oben dargestellt, gibt es in der Gemeinde seit 2021 ein Jugendparlament, das in der Kulturbühne Goldener Löwe im Ortsteil Wandlitz am 21. April gegründet wurde. Zwanzig interessierte Kinder und Jugendliche waren zusammengekommen. Am 8. Mai trafen sich die ersten Teilnehmer in der Kinder- und Jugendfreizeiteinrichtung in Basdorf und begannen ihr Ehrenamt mit dem gegenseitigen Kennenlernen einschließlich Bekanntmachen ihrer Rechte und Möglichkeiten.

### Gemeindevertretung
Die Gemeindevertretung von Wandlitz besteht entsprechend der Einwohnerzahl der Gemeinde aus 28 Mitgliedern und dem hauptamtlichen Bürgermeister. Die Kommunalwahl am 9. Juni 2024 führte bei einer Wahlbeteiligung von 71,2 % zu folgendem Ergebnis:
| AfD                                           | –      | –  | 15,6 % | 4  | 25,0 % | 7  |
| CDU                                           | 18,9 % | 5  | 13,8 % | 4  | 15,2 % | 4  |
| Freie Bürgergemeinschaft Wandlitz             | 19,4 % | 6  | 16,0 % | 4  | 13,0 % | 4  |
| Die Unabhängigen (UWG)                        | 04,6 % | 1  | 02,8 % | 1  | 11,4 % | 3  |
| SPD                                           | 19,9 % | 6  | 15,1 % | 4  | 07,1 % | 2  |
| Bündnis Klosterfelde                          | –      | –  | –      | –  | 06,1 % | 2  |
| Die Linke                                     | 18,2 % | 5  | 12,8 % | 4  | 05,5 % | 2  |
| Bündnis 90/Die Grünen                         | 05,2 % | 2  | 09,5 % | 3  | 05,4 % | 1  |
| BVB/Freie Wähler                              | –      | –  | 09,0 % | 3  | 04,1 % | 1  |
| Die PARTEI                                    | –      | –  | 01,8 % | 1  | 02,1 % | 1  |
| Einzelbewerber Andreas Kinski                 | –      | –  | –      | –  | 02,1 % | 1  |
| Einzelbewerber Andreas Fischer                | –      | –  | –      | –  | 01,3 % | –  |
| FDP                                           | 01,1 % | –  | 01,7 % | –  | 01,2 % | –  |
| Bündnis 1A Bürgernah                          | –      | –  | –      | –  | 00,5 % | –  |
| Einzelbewerber Dirk Reinhardt                 | –      | –  | 01,3 % | –  | –      | –  |
| Wir für Zerpenschleuse                        | –      | –  | 00,6 % | –  | –      | –  |
| Mit den Bürgern – Für die Bürger              | 04,2 % | 1  | –      | –  | –      | –  |
| Wahlplattform 2014 des Bürgervereins Wandlitz | 03,5 % | 1  | –      | –  | –      | –  |
| Einzelbewerberin Nadine Kieprowski            | 01,7 % | 1  | –      | –  | –      | –  |
| PRO Stolzenhagen                              | 01,4 % | –  | –      | –  | –      | –  |
| Bürgerplattform Lanke                         | 01,0 % | –  | –      | –  | –      | –  |
| Einzelbewerber Michael Krüger                 | 00,8 % | –  | –      | –  | –      | –  |
| Insgesamt                                     | 100 %  | 28 | 100 %  | 32 | 100 %  | 28 |

Die Gemeindevertretung wählt aus ihrer Mitte den Vorsitzenden sowie drei gleichberechtigte Stellvertreter. Sie bildet fünf ständige Ausschüsse: den Haupt- und Finanzausschuss sowie die Ausschüsse für Bauen und Gemeindeentwicklung, für Bildung, Jugend, Kitas und Sport, für Ordnung, Sicherheit und Umwelt sowie für Soziales, Senioren, Wohnen, Kultur und Städtepartnerschaft.
Für die neun Ortsteile werden Ortsbeiräte gewählt, deren Mitglieder im jeweiligen Ortsteil wohnen müssen. Die Zahl der Mitglieder der Ortsbeiräte beträgt in den Ortsteilen gemäß neuer Hauptsatzung der Gemeinde und dem Ergebnis der letzten Kommunalwahl aus dem Jahr 2024:
- Basdorf: 9[19]
- Klosterfelde: 8[19]
- Wandlitz: 8[19]
- Schönerlinde: 4[19]
- Schönwalde: 5[19]
- Stolzenhagen: 5[19]
- Lanke: 3[19]
- Prenden: 3[19]
- Zerpenschleuse: 3[19]

### Bürgermeister

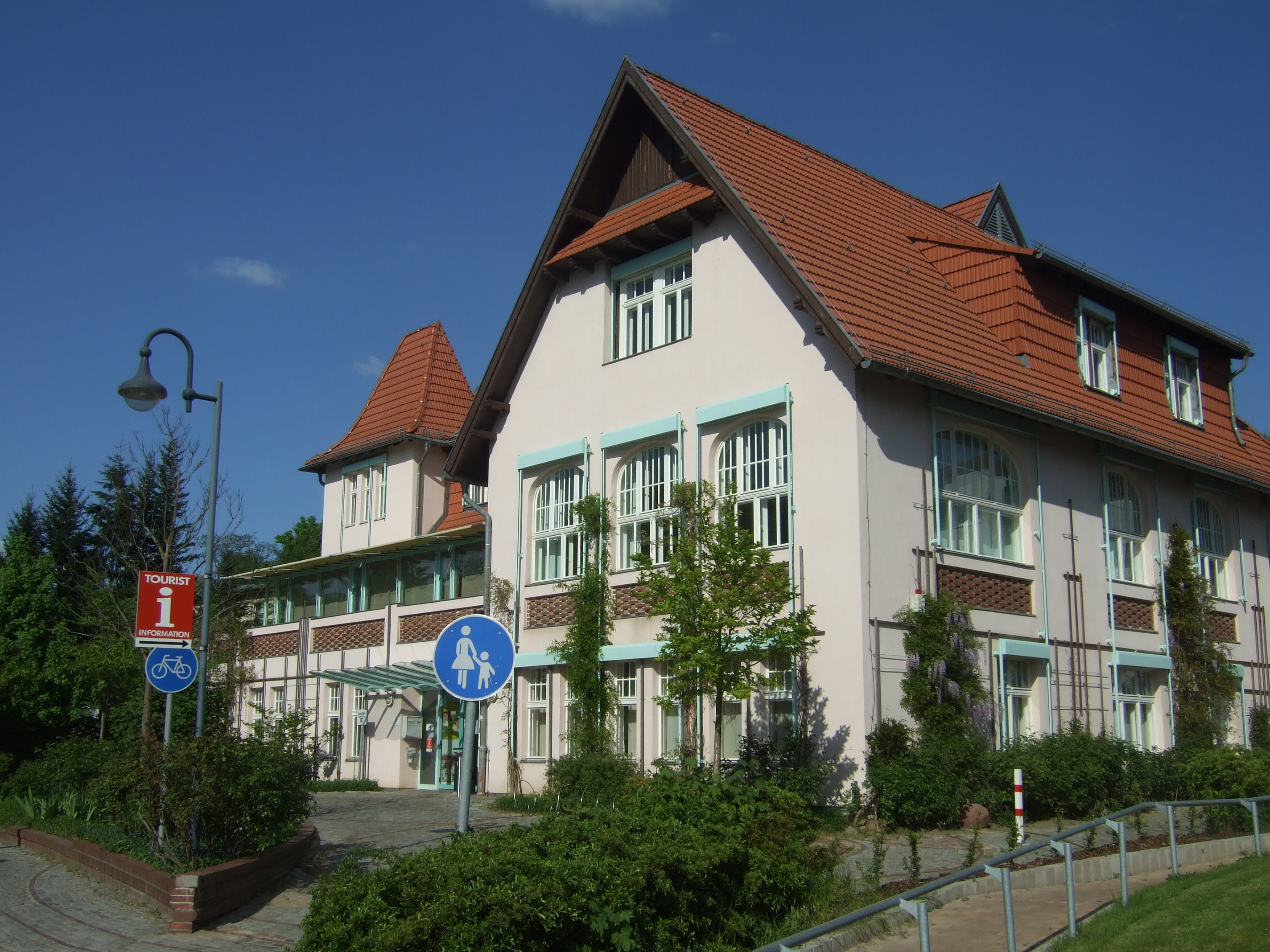
Rathaus in Wandlitz

Die Liste beginnt mit dem Jahr des Zusammenschlusses zur Großgemeinde, die Bürgermeister der vorherigen selbstständigen Orte sind in den dortigen Artikeln genannt.
- 2003–2011: Udo Tiepelmann (SPD)[20]
- 2011–2019: Jana Radant (Unabhängige Wählerinitiative Mit den Bürgern-Für die Bürger)
- seit 2019: Oliver Borchert (Freie Bürgergemeinschaft Wandlitz)

Radant wurde in der Bürgermeisterstichwahl am 25. September 2011 mit 57,3 % der gültigen Stimmen gewählt.
Borchert wurde in der Bürgermeisterstichwahl am 22. September 2019 mit 54,6 Prozent der gültigen Stimmen zu ihrem Nachfolger gewählt. Seine Amtszeit beträgt acht Jahre.

### Hauptamt
Die Aufgaben der Gemeindeverwaltung (Hauptamt) sind auf vier Sachgebiete verteilt: Zentrale Dienste, Personal, IT-Service sowie Bildung, Familie und Sport. Dort waren im März 2019 22 Mitarbeiter tätig.

### Wappen
| Wappen von Wandlitz | Blasonierung: „Von Blau und Gold zinnenförmig durch eine linke Flanke gespalten, vorne ein goldenes Seeblatt.“ |
| Wappen von Wandlitz | Wappenbegründung: Das goldene Seeblatt weist als stilisiertes Blatt einer Wasserlilie auf den slawischen Ursprung des Namens Wandlitz – Vandelice: „Menschen, die am Wasser leben“ hin. Der blaue Wappengrund unterstützt zusätzlich den Bezug zum Wasser, den nahezu alle Ortsteile der Gemeinde haben. Die neun ineinander greifenden „Zinnen“, die das schildförmige Wappen vertikal teilen, symbolisieren die neun Gemeindeortsteile. Das Wappen wurde von Andreas Brietzke gestaltet und am 13. Dezember 2007 durch das Ministerium des Innern genehmigt. |

Anmerkung zur Namenserläuterung:
Der Name Wandelitz stammt nach dem Gutachten des Sprachwissenschaftlers Jürgen Udolph aus dem Slawischen, genauer aus dem Polabischen und schrieb sich dementsprechend ursprünglich Vądolica. Er bezieht sich nach Udolphs Ableitung auf das Grundwort vądol, was Schlucht oder Tal bedeutet und auf das Suffix -ica mit Bezug auf eine lageabhängige Ortsbezeichnung. Demzufolge bedeutet Wandlitz dann entweder
- die Bezeichnung einer ersten Siedlung in einem Tal oder einer Schlucht oder
- er leitet sich von dem See ab, der schon vorher Vądolsee, also Talsee, genannt wurde.

### Flagge
Die Flagge wurde vom Erfurter Heraldiker Frank Diemar entworfen und am 22. April 2008 durch das Ministerium des Innern genehmigt und wie folgt beschrieben:
„Die Flagge ist Gelb - Blau (1,5:1) gestreift (Bannerform: Streifen senkrecht verlaufend) und mittig im oberen Drittel mit dem Gemeindewappen belegt. Die Höhe des Flaggentuches verhält sich zur Länge wie 5:2.“

### Dienstsiegel
Das Dienstsiegel zeigt das Wappen der Gemeinde mit der Umschrift GEMEINDE WANDLITZ, LANDKREIS BARNIM.

### Logo
Werbegrafiker haben Mitte der 2010er Jahre im Auftrag des Gemeinderates ein Corporate Design entwickelt, das gleichermaßen Besucher und Einwohner ansprechen soll: „Wandlitz – Echt schön hier“. Dazu wurde der geografische Umriss des namensgebenden Ortsteils grob verallgemeinert und mit den ineinander übergehenden Farben grün (für Wald und Wiese) und blau (für die wasserreiche Umgebung) ausgefüllt. Darüber zieht sich der leicht wie handschriftliche Gemeindename in schwarz. Auf weißem Grund steht schließlich in Versalien (wie Bausteine aufgereiht) ECHT SCHÖN HIER.

### Gemeindepartnerschaften

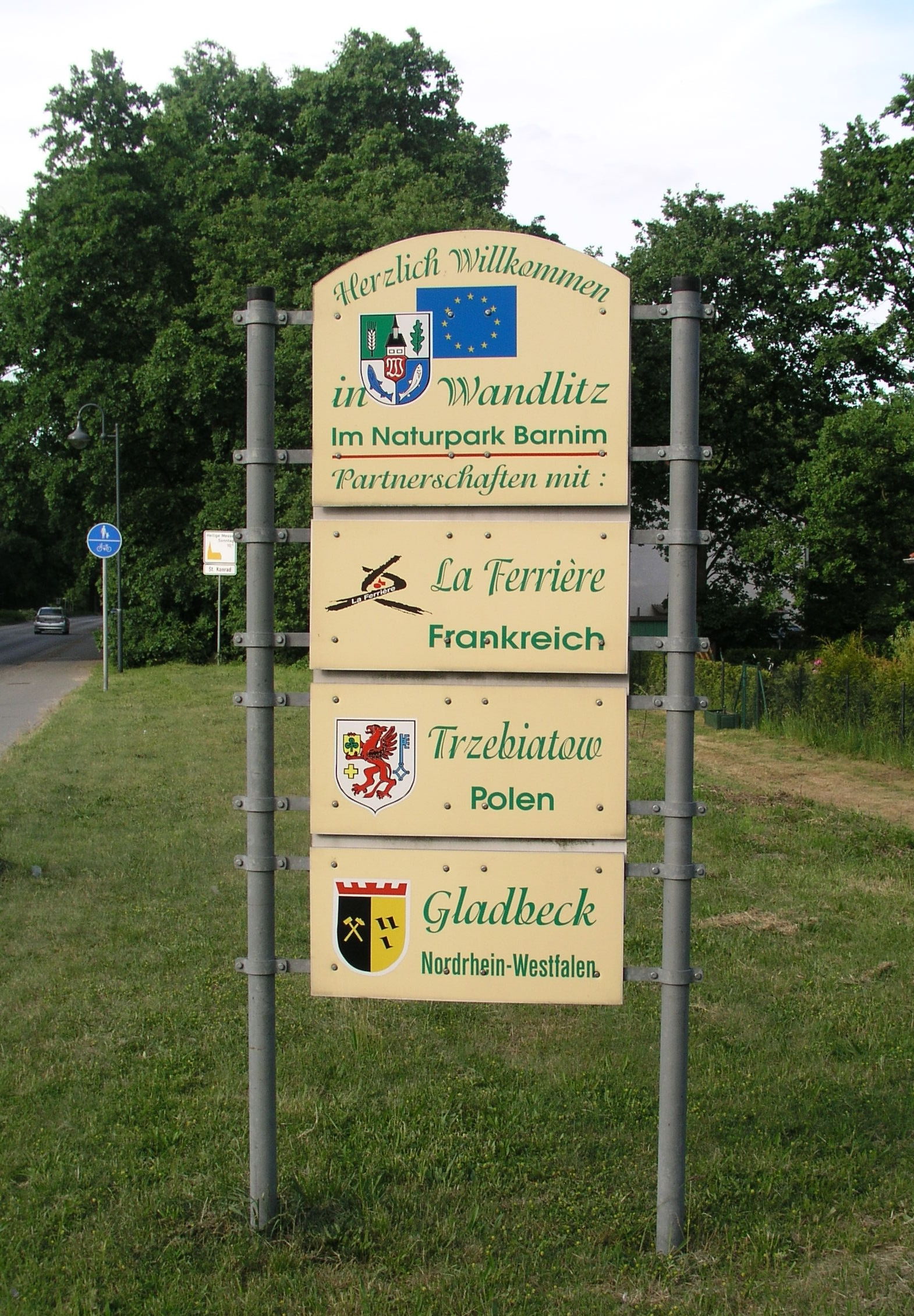
Hinweistafel mit Städtepartnerschaften der Gemeinde, Stand 2011

Die Gemeinde Wandlitz pflegt Partnerschaften zu folgenden Städten:
- Gladbeck in Nordrhein-Westfalen (seit 1990)
- Schönwalde am Bungsberg in Schleswig-Holstein (abgeschlossen mit Schönwalde 1991)
- La Ferrière in Frankreich (seit 1997)
- Trzebiatów (Treptow an der Rega) in Polen (seit 2002)
- Ballainvilliers in Frankreich (abgeschlossen mit Basdorf 2013)

Mit allen Partnern finden regelmäßige Kultur- und Sportaustausche statt, häufig unter Einbeziehung aller Partnerorte gleichzeitig. Die Partnerschaften hatten unter anderem auch zur Gründung des Vereins Boule-Club und des Chores Jubilate geführt. Inzwischen entstanden auch direkte Kontakte von Schulen oder Musikern mit gleichartigen Einrichtungen der Partnerorte. Anlässlich der Feiern zum zehnjährigen Bestehen der Partnerschaft mit La Ferrière eröffnete eine deutsche Delegation vor dem französischen Rathaus „Le Jardin de Wandlitz“ (den Garten von Wandlitz).
Aus Anlass der 15-jährigen Partnerschaft mit Trzebiatów organisierte die in Klosterfelde beheimatete Ultraläuferin Silke Stutzke im Mai 2018 einen Non-Stop-Lauf von Wandlitz bis in die Partnerstadt. Sie konnte zwei weitere Mitläufer für die 225 km lange Strecke gewinnen. Sie benötigten dafür rund 46 Stunden. Auf einzelnen Abschnitten schlossen sich auch andere Personen an, und es gab ein motorisiertes Begleitteam. Die Einwohner von Trzebiatów empfingen die sportliche Delegation mit Musik und einem Open-Air-Sportfest.
Ausgelöst durch den Krieg in der Ukraine hat die Gemeindeverwaltung im Mai 2022 beschlossen, mit der ukrainischen Gemeinde Makariv eine strategische Partnerschaft einzugehen. Diese orientiert sich an dem Pakt für Solidarität und Zukunft, der zwischen Hamburg und Kiew im April 2022 vereinbart wurde. Er soll dann langfristig in einen Partnerschaftsvertrag übergehen. In diesem Zusammenhang beschloss die Gemeindevertretung am 16. Juni 2022 die baldige Übergabe von Feuerwehrfahrzeugen, Hilfe bei Reparaturen vor Ort und Unterstützung bei der Fortsetzung der Schulausbildung in Makariv. Inzwischen fand in den Sommerferien 2024 auch schon ein Jugendaustausch zwischen Wandlitz und Makariv statt, Jugendliche aus Makariv weilten in Wandlitz bei Gasteltern.

## Sehenswürdigkeiten und Kultur

### Bau-, Boden- und Naturdenkmale
Die Gemeinde mit ihren Ortsteilen hat zahlreiche Bau- und Bodendenkmale aufzuweisen; diese sind in der Denkmalliste des Landes Brandenburg enthalten (Stand vom 31. Dezember 2015).
Durch den Ortsteil Wandlitz verläuft zwischen Wandlitzer See und Liepnitzsee die Nordsee-Ostsee-Wasserscheide.

### Museen und Theater
Zur Gemeinde Wandlitz gehören folgende Museen:
- Barnim Panorama in Wandlitz, hervorgegangen aus dem Agrarmuseum Wandlitz und dem Besucher-Informationszentrum Barnim
Auf diese besondere Sehenswürdigkeit weisen seit Sommer 2018 braun-weiße touristische Tafeln entlang der Autobahn hin.
- Heidekrautbahnmuseum in Basdorf
- Internationales Artistenmuseum in Klosterfelde (seit dem Tod des Gründers 2013 geschlossen, Zukunft ungewiss; einige Exponate wurden zwischenzeitlich (Stand Ende 2018) bereits verkauft.)

In der ersten Etage des ehemaligen Bahnhofsgebäudes Wandlitzsee ist das im Herbst 2016 gegründete kleine, privat betriebene Theater am Wandlitzsee (TaW) untergebracht. Eigentümer sind Julia Horvath und Sascha Gluth, ein Schauspielerehepaar, das im Wandlitzer Ortsteil Schönwalde wohnt. Angeboten werden von beiden neben größtenteils selbst gespielten auch manche selbst geschriebene Stücke. Daneben werden andere Künstler zu Auftritten eingeladen, beispielsweise zu Liederabenden, nicht nur zu Theaterstücken.

### Regelmäßige Gemeindeveranstaltungen (Auswahl)
Jährlich findet der Gemeindefeuerwehrtag statt, bei dem die Feuerwehrleute aus den verschiedenen Ortsteilen in einem sportlich-kämpferischen Vergleich ihre Besten ermitteln. Dazu werden die Teams nach Altersgruppen eingeteilt und müssen beispielsweise einen Löschangriff führen oder einen Stafettenlauf absolvieren.
Das Festival Georges Brassens, das im Ortsteil Basdorf seinen Anfang nahm, findet inzwischen mit einzelnen Kulturauftritten auch in anderen Wandlitzer Ortsteilen statt.
Im April 2018 fand auf Anregung der Gemeindevertretung das erste Anglerfest im Strandbad Wandlitzsee statt. Zur Teilnahme waren alle Angelvereine sowie Hobby-Angler aus den einzelnen Ortsteilen eingeladen. Im Angebot standen Hegefischen (bei dem 270 Fische gefangen wurden), außerdem Angelzielwurf, Stiefelweitwurf, Ruderbootfahren, Fliegenfisch-Köder-Herstellung und weiteres. Der Vorsitzende des Wandlitzer Angelvereins fasste das Ergebnis wie folgt zusammen: „[…] Vor allem bei Familien kam es sehr gut an, da sie ohne große Kosten die Möglichkeit hatten, einen richtig schönen Tag zu erleben.“ Eine regelmäßige Fortsetzung ist daher geplant.
Im gleichen Jahr, 2018, wurde die Veranstaltung Loofen & Schwoofen – Wandlitz hier läuft’s aus der Taufe gehoben. Das sind jeweils zwei Tage im September, an denen in unterschiedlichen Einrichtungen Kultur (Musik, Partys, Kino) und viel Amateur-Leichtathletik organisiert werden.
Seit dem Gemeindezusammenschluss werden mit finanzieller und medialer Unterstützung der Verwaltung Tage der Offenen Ateliers durchgeführt, die bereits seit längerem im ganzen Land Brandenburg organisiert werden. Daran beteiligten sich aus Wandlitz im Jahr 2021 folgende Künstlerateliers: Jürgen Boberg und Sibylle Kleibring (Basdorf), Grit Dommus (Klosterfelde), Knut Seim (Klosterfelde), Guido Mieth (Lanke), Frank Günther (Prenden), Klaus Storde, Sabine Voerster, Magda Voerster, Klaus Bartels (Prenden), Ruth Fabig (Schönwalde; Gorinsee), Raimund Sotier (Schönwalde), Manfred Zemsch (Stolzenhagen), Katrin Bensch (Wandlitz), Kunsthof Wandlitz – Uwe Handrick (Wandlitz) sowie Sabine Wollenberg (Zerpenschleuse).

## Wirtschaft und Infrastruktur

### Gewerbe und Unternehmen
Ende 2008 waren in der Großgemeinde Wandlitz 2 192 Unternehmen oder selbstständige Gewerbetreibende angemeldet, was gegenüber dem Jahr 2005 einen Zuwachs von 244 Gewerbebetrieben bedeutet. Nur vier der Unternehmen beschäftigten über 50 Mitarbeiter. Die Selbstständigen stellten 3,86 Prozent der Bewohner des Gemeindegebietes. Mit 85 Prozent waren die weitaus meisten Firmen in der Dienstleistungsbranche tätig. Größter Arbeitgeber mit 199 Mitarbeitern war die Kommune selbst.
Seit der Wende haben sich in allen Ortsteilen der Gemeinde oder besser gesagt am Rand zahlreiche Lebensmitteldiscounter niedergelassen, weil es kein einheitliches Ansiedlungskonzept gab. Seit dem im Juli 2008 beschlossenen Einzelhandelsstandort- und Zentrenkonzept können nun Neuansiedlungen besser gesteuert werden. Ein besonderes Augenmerk liegt auf Betrieben des mittelfristigen Bedarfs wie Bekleidung, Unterhaltungsindustrie, elektrische Haushaltsgeräte und höherpreisige Verkaufseinrichtungen.
In einer Veröffentlichung des Jahres 2015 wurden bereits mehr als 2500 Gewerbetreibende in der Gemeinde erwähnt.

### Verkehr
Durch die Gemeinde verläuft die Bundesstraße 273 in West-Ost-Richtung zwischen Oranienburg und der Anschlussstelle Wandlitz der Bundesautobahn 11 Berlin–Stettin. Die in Nord-Süd-Richtung durch mehrere Ortsteile verlaufende ehemalige B 109 (Prenzlau–Berlin) wurde in großen Abschnitten jeweils in den Ortsteildurchfahrten, 2015 bzw. 2016 zur Landesstraße 100 abgestuft. Damit muss sich das Land Brandenburg um Erhalt und Pflege kümmern.
Die Anschlussstellen Lanke (auf Gemeindegebiet) und Wandlitz der Autobahn A11 schaffen schnelle Verbindungen in das Umland und zu Fernzielen. Regionalstraßen erschließen die Gemeinde und verbinden die einzelnen Ortsteile und Wohnplätze miteinander.
Einen wesentlichen Faktor des öffentlichen Verkehrs bildet die Heidekrautbahn mit der Bahnstrecke Berlin-Karow–Fichtengrund, die die Ortsteile durchläuft und insgesamt über acht Bahnhöfe und Haltepunkte im Gemeindegebiet verfügt (Ruhlsdorf-Zerpenschleuse, Lottschesee, Klosterfelde, Wandlitzsee, Wandlitz, Basdorf, Schönwalde, Schönerlinde). Hier verkehrt die Regionalbahnlinie RB 27 Groß Schönebeck–Berlin-Karow. Betreiber der Bahn ist die NEB, die plant, die anfängliche Linienführung mit dem Startpunkt Berlin-Wilhelmsruh wieder herzustellen. Dazu erfolgte im Dezember 2020 der symbolische Spatenstich.
Zusätzlich werden einzelne Ortsteile von Omnibuslinien der Barnimer Busgesellschaft bedient, die eine Verbindung mit Bernau und damit zur Berliner S-Bahn anbieten.
Und es gibt seit Dezember 2023 das Projekt PlusBus, mit dem die Städte Bernau, Oranienburg und die Großgemeinde Wandlitz verkehrlich verbunden sind.

### Polizei, Feuerwehr
In jedem Ortsteil gibt es eine Meldestelle im Rathaus oder in der Bürgerinformation, aber keine ständig besetzte Polizeiwache. Die Posten unterstehen der Polizeiinspektion Barnim mit Sitz in Bernau bei Berlin, Werner-von-Siemens-Straße 8.
Alle Ortsteile unterhalten Freiwillige Feuerwehren. Sie werden vom Gemeindeamt koordiniert und finanziert. − Zu einem besonderen Einsatz der Wehren kam es in der Nacht vom 9. auf den 10. Februar 2021, als in Basdorf zwei Pferde nach dem Ausbruch aus der Koppel in einen mit dünnem Eis bedeckten Bach einbrachen und steckenblieben. Die zu Hilfe gerufenen Wehrkameraden aus Basdorf, Wandlitz und Klosterfelde konnten mit Traktorhilfe eines Basdorfer Landwirts nach mehreren Versuchen die Tiere unverletzt, aber stark unterkühlt, retten. Bürgermeister Oliver Borchert ehrte die Helfer noch am gleichen Tag mit einer kleinen Feier im Rathaus. Die Fahrzeugausrüstung der Feuerwehren mit modernsten Fahrzeugen konnte gesichert werden.
Die in früheren Jahren zur allgemeinen Gefahrenwarnung eingesetzt gewesenen Sirenen, die teilweise bereits abgebaut waren, werden wieder aktiviert bzw. neu installiert. Die Finanzierung der Maßnahmen erfolgt durch Fördergelder des Bundes.

### Wasserversorgung
Bis zur Wende gab es nur in wenigen Kernbereichen eine zentrale Wasserversorgung. Die überwiegende Mehrheit der Einwohner hatte auf dem eigenen Grundstück einen Brunnen und eine Auffanggrube für das Abwasser. – Im Jahr 1993 wurde im Gemeindebereich der Niederbarnimer Wasser- und Abwasserzweckverband gegründet, der entsprechend den nun geltenden Bundesfestlegungen Trink- und Abwasserleitungen zu einem neu gebauten Klärwerk verlegen ließ und die Bürger gemäß Anschlusszwang zur finanziellen Beteiligung an dem Großprojekt verpflichtete.
Im Zusammenhang mit den großen Hitzeperioden der letzten Jahre hat sich der Grundwasserspiegel stark abgesenkt, was zu Problemen in allen Lebensbereichen geführt hat. Da das Bundesumweltministerium mit dem Förderprogramm Klimaanpassung in sozialen Einrichtungen ein Hilfsprojekt beschlossen hat, sollen in der Gemeinde Wandlitz auf dieser Basis nun Konzepte zur Regenwassernutzung und für die Etablierung von Trinkwasserspendern ausgearbeitet und schnell verwirklicht werden.

### Bildung

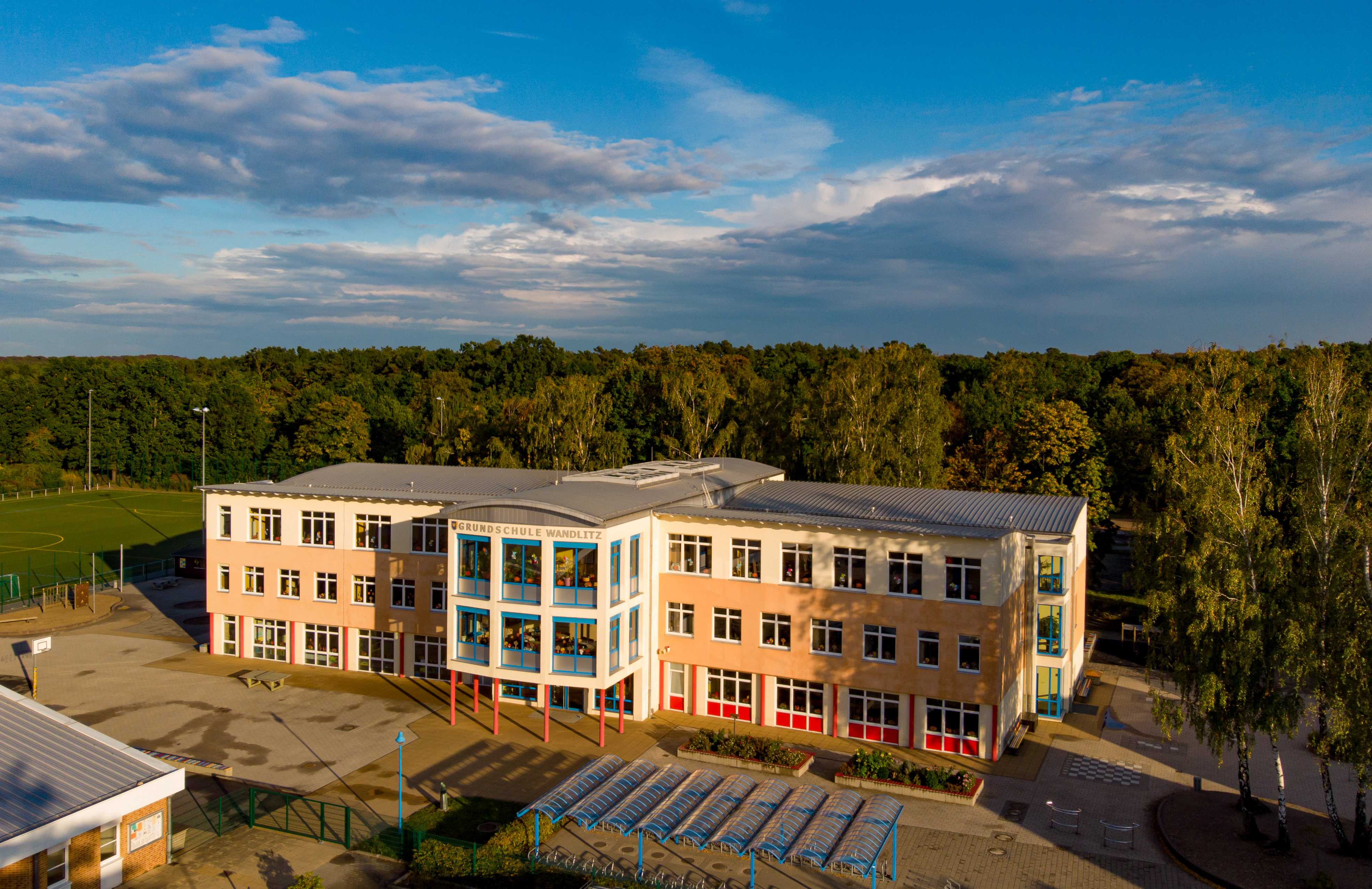
Grundschule Wandlitz

In Trägerschaft der Gemeinde gibt es drei Grundschulen und eine Oberschule sowie ein Gymnasium in Trägerschaft des Landkreises Barnim. Für den Ausbau der Bildungsinfrastruktur hat Wandlitz im Zeitraum 2004 bis 2008 insgesamt rund 4,5 Millionen Euro investiert. Ein Großteil davon floss in die Errichtung einer neuen 1900 m² großen Mehrzweck-Sporthalle (2,6 Mill.; im Februar 2007 eröffnet) und eines neuen Grundschulgebäudes in Wandlitz (2010), die Anlage eines Sportplatzes in Basdorf, in den Neubau einer Sporthalle in Klosterfelde (im Januar 2009 eröffnet) und in die Sanierung der dortigen Grundschule. Allerdings gab es lange Zeit keinen Konsens zum Bau einer Schulturnhalle auf dem Gelände des Wandlitzer Gymnasiums. Im Jahr 2019 erhielt die Grund- und Oberschule im Ortsteil Klosterfelde eine neue Mensa.
In den 2020er Jahren wurden und werden in den Ortsteilen Wandlitz, Schönwalde und Klosterfelde erweiterte Schulbauten eröffnet: in Wandlitz erfolgte am 11. Februar 2025 die Grundsteinlegung für einen Erweiterungsbau der Grundschule, der nach einem vorherigen Ausschreibungswettbewerb an das Berliner Architekturbüro AV1 zusammen mit dem Planungsbüro Mettler Landschaftsarchitekten ging. Für rund 20 Millionen Euro entsteht ein barrierefreier dreietagiger Erweiterungsbau, der auf allen drei Ebenen mit dem Bestandsgebäude verbunden wird. Darin werden eine Mensa mit Vollküche, Fachräume für Theater/Musik, eine Lehrküche sowie eine Schulbibliothek eingerichtet. Auch ein großzügiger Schulhof soll entstehen. Der Abschluss der Arbeiten ist im Sommer 2026 geplant.
Im Ortsteil Schönwalde wurde ebenfalls im zeitigen Frühjahr, am 5. März 2025, der Spatenstich für einen kompletten Neubau einer Grundschule am Bernauer Damm vollzogen. Die Pläne lieferten Pussert Kosch Architekten, die auch die Projektleitung innehaben. – Es entsteht ein Schulkomplex aus drei Lerhäusern, einem Kopfbau und einer Sporthalle samt Außenanlage mit der Pflanzung von Bäumen.
Und schließlich erhielt die Oberschule Klosterfelde auch am 11. Februar 2025 einen temporären Erweiterungsbau mit Platz für 300 Schüler. Dieser soll als Übergangslösung dienen, bis im Ortsteil ein ganz neuer Schulstandort entsteht. Der Landkreis hat für diese einrichtung die Trägerschaft übernommen.
Unter Bildung fallen natürlich auch die Vorschuleinrichtungen Kindergärten/Kindertagesstätten und Horte. Gerade (im Sommer 2025) wurde der Grundstein für eine neue Kommunalkita im OT Wandlitz gelegt, deren Eröffnung für 2026 geplant ist. Im gesamten Gemeindegebiet werden mindestens zwölf solcher Einrichtungen betrieben.

### Sport
Die Fußballmannschaft der SG Union Klosterfelde spielt in der Saison 2024/25 in der Brandenburg-Liga.

### Vereine und Verbände
Alle Ortsteile von Wandlitz besitzen Vereine oder Verbände, im Sommer 2016 waren insgesamt 106 amtlich registriert, davon entfielen auf Basdorf 18, Klosterfelde 13, Lanke eins, Prenden drei, Schönerlinde drei, Schönwalde zwölf, Stolzenhagen vier, Wandlitz 34 und Zerpenschleuse fünf. Die Angebote umfassen beispielsweise Sport, Kultur, Kinder-, Jugend- und Seniorenarbeit, Angeln oder Segeln. Weil die Mitgliedsbeiträge und kleinere Einnahmen bei Veranstaltungen den Erhalt dieser vielfältigen Vereinslandschaft nicht sichern können, plant die Gemeindeverwaltung feste Gelder in ihrem Haushaltsplan ein. Im Jahr 2007 standen dafür insgesamt rund 89.000 Euro zur Verfügung, die Aufteilung erfolgt nach einem Schlüssel, der sich an der Einwohnerzahl der einzelnen Ortsteile orientiert. Überörtliche Vereine erhalten darüber hinaus ebenfalls einen kleinen Förderbetrag. Im Jahr 2019 wurden für die nicht-ortsgebundenen Kulturvereine (Brassens in Basdorf, Eltern helfen Eltern Bernau, Filmverband Brandenburg in Zusammenarbeit mit Bernd Sahlig, Förderverein künstlerische Jugendarbeit) insgesamt 19.000 Euro Haushaltsgelder zur Verfügung gestellt, der Sozialfonds wurde mit 32.000 € beschlossen und die Ausgaben für die 30 ortsgebundenen Vereine sind mit rund 67.000 Euro vorgesehen.
In sechs Ortsteilen gibt es gesonderte Chöre, die seit einigen Jahren ein gemeinsames Benefizkonzert in der Kulturbühne Goldener Löwe veranstalten. Durchschnittlich gehören jedem Chor 20 Sängerinnen bzw. Sänger an; zu nennen sind der Frauenchor Lanke, der Chor Jubilate aus dem Ortsteil Wandlitz, der Kirchenchor der Kantorei Wandlitz, der Chor Wa-Canto des Gymnasiums Wandlitz, der Chor Cantare aus Schönwalde und der Volkschor Stolzenhagen. Die Spenden des Konzerts im Jahr 2017 betrugen rund 1100 Euro, die der Robinson-Schule in der Bernauer Waldsiedlung übergeben wurden.

### ZielAnerkannter Erholungsort
In allen Ortsteilen der Gemeinde sind bis in die 2010er Jahre die Tourismuszahlen angestiegen. Genannt werden jährlich 100.000 Übernachtungen, eine Million Tagesbesucher und eine damit verbundene Wertschöpfung von fast 13 Millionen Euro – was einen bedeutenden Wirtschaftsfaktor darstellt. Die Entwicklung stagniert aber inzwischen, so dass die Gemeindeverwaltung eine Projektgruppe beauftragt hat, zusammen mit einer Projektentwicklungs-GmbH ein Strategie-Papier zu erarbeiten. Das 90-seitige Material beinhaltet 60 konkrete Einzelmaßnahmen mit dem Ziel, offiziell anerkannter Erholungsort mit einem besseren einheitlichen Auftreten zu werden.
Ein Umweltaspekt kommt mit dem im Jahr 2021 beschlossenen Programm 5000 Bäume für Wandlitz hinzu. Es sieht vor, bis zum Jahr 2026 die genannte Anzahl Neupflanzungen vorzunehmen, eine Mindestvorgabe von 100 Bäumen ist für den Ortsteil Klosterfelde und einer von 50 Bäumen für Prenden im Programm vorgesehen. – Die Aktion begann im Jahr 2020, als 33 Bäume (und 270 Sträucher) auf Spielplätzen im Gemeindegebiet gepflanzt wurden. Von großer Symbolkraft ist das Ziel, in jedem Ortsteil drei Einheitsbäume an markanten Standorten in die Erde zu bringen, die an 30 Jahre Deutsche Einheit erinnern. Den Anfang machte der Ortsteil Wandlitz, wo vor dem Strandbad Wandlitzsee am 3. Oktober 2020 eine Rotbuche gepflanzt wurde. Die drei Bäume sollen eine Rotbuche, ein Ahorn und eine Linde sein. Die übrigen mehr als 4000 Bäume werden dezentral an geeigneten Straßen, an Sportplätzen oder auch von Einwohnern auf ihrem Grundstück unter Berücksichtigung von Empfehlungen des Bundesumweltministeriums gepflanzt.
Das Land Brandenburg hat das TMB-Projekt Besuchermanagement: Overtourismus aufgelegt, darin sind die Gemeinde Wandlitz, die Orte Bad Freienwalde, Senftenberg und Lübbenau als Modellregionen festgeschrieben. Fördermittel für die „Durchführung von pilothaften Untersuchungen zur Umsetzung digitaler Besuchermessung im Land Brandenburg“ stehen bereit. In Wandlitz sind insbesondere
Bereiche um den Liepnitzsee ausgewählt, wofür das Wandermarketing mit einer nachhaltigen Nutzung verknüpft werden soll.

## Mit Wandlitz verbundene Personen
→ siehe jeweilige Ortsteile
Im Jahr 2021 plante die Gemeindeverwaltung, für die Opfer des Faschismus aus den verschiedenen Ortsteilen Stolpersteine verlegen zu lassen. In einer ersten Übersicht sind 31 relevante Persönlichkeiten aus sieben Ortsteilen erfasst worden. Die Aktion startete am 26. August 2021 mit einem Weg-Gedenkstein für Karl Schweitzer aus Schönwalde.
Die Geehrten werden in den Ortsteilartikeln dargestellt.